# Ordinarium
Ordinarium (łac. ordinarius znaczy zwyczajny) – w liturgii katolickiej zbiorcze określenie tych jej części (tekstów), które - w odróżnieniu od proprium - z zasady nie podlegają zmianie, mimo różnych okresów roku liturgicznego i okazji, dla których sprawowany jest obrzęd. Polskim odpowiednikiem tego łacińskiego terminu jest określenie części stałe.
Mianem ordinarium określa się na przykład części stałe Mszy świętej - po łacinie ordinarium missae. Są to:
- Panie zmiłuj się nad Nami (Kyrie)
- Chwała na wysokości Bogu (Gloria in excelsis Deo)
- Wierzę w Jednego Boga (Credo)
- Święty święty (Sanctus)
- Baranku Boży (Agnus Dei).